# A test melege
A test melege (eredeti cím: Body Heat) 1981-ben bemutatott amerikai thriller, amelyet Lawrence Kasdan írt és rendezett. A főbb szerepekben William Hurt, Kathleen Turner, Richard Crenna, Ted Danson, J.A. Preston és Mickey Rourke látható. 
A filmet a floridai Lake Worth-ben és az óceánparti Manalapanban forgatták.
A film indította el Turner színészi karrierjét, akárcsak Kasdan rendezői pályafutását.

## Cselekmény
Floridában, egy meleg nyári éjjelen Ned Racine (William Hurt), a kisvárosi ügyvéd megismerkedik gyönyörű, titokzatos nővel, Matty Walkerrel (Kathleen Turner), akivel szenvedélyes kapcsolatba bonyolódik. A nő férje azonban egy dúsgazdag, befolyásos ember. Matty hatására Ned átírja a férj végrendeletét, majd megöli a férfit. A hatóság nyomozni kezd a gyanús végrendelet ügyében, Ned pedig rádöbben, hogy valójában semmit sem tud Mattyről.

## Szereplők
| Szerep           | Színész           | Magyar hangja (1. szinkron) |
| ---------------- | ----------------- | --------------------------- |
| Ned Racine       | William Hurt      | Kautzky Armand              |
| Matty Walker     | Kathleen Turner   | Kocsis Mariann              |
| Edmund Walker    | Richard Crenna    | Gruber Hugó                 |
| Peter Lowenstein | Ted Danson        | Schnell Ádám                |
| Oscar Grace      | J.A. Preston      | Hankó Attila                |
| Teddy Lewis      | Mickey Rourke     | Faragó József               |
| Mary Ann Simpson | Kim Zimmer        | Györgyi Anna                |
| Stella           | Jane Hallaren     | ?                           |
| Roz Kraft        | Lanna Saunders    | ?                           |
| Heather Kraft    | Carola McGuinness | Csondor Kata                |
| Miles Hardin     | Michael M. Ryan   | Tolnai Miklós               |

## Díjak és jelölések
- Golden Globe (1982)
  - jelölés: az év felfedezettje (Kathleen Turner)